# Înfloritoarea Ucraină
Înfloritoarea Ucraină (în rusă Цветущая Украина, transliterat: Țvetușceaia Ukraina, în ucraineană Квітуча Україна, transliterat: Kvitucea Ukraiina) este un film documentar sovietic din 1951, realizat de studioul „Ukrkinohronika⁠(uk)[traduceți]” în regia lui Mihail Sluțki⁠(uk)[traduceți], cu participarea lui Anatoli Slisarenko⁠(uk)[traduceți].

## Rezumat
Filmul prezintă dezvoltarea economiei naționale, științei și culturii în Republica Sovietică Socialistă Ucraineană, fiind folosite atât imagini documentare de arhivă ale întreprinderilor industriale din regiunea Donbas, care au fost bombardate și distruse în timpul Marelui Război pentru Apărarea Patriei, cât și imagini recente care arată munca minerilor, metalurgiștilor și agricultorilor ucraineni, o expoziție agricolă, o demonstrație a muncitorilor din Kiev cu ocazia sărbătoririi a 33 de ani de la Revoluția din Octombrie și, de asemenea, o ședință a celei de-a doua legislaturi a Sovietului Suprem (Rada Supremă) al RSS Ucrainene⁠(en)[traduceți].
Printre participanții la evenimente apar dramaturgul Oleksandr Korniiciuk (scriitor promotor al realismului socialist, președintele Sovietului Suprem al RSS Ucrainene), politicianul Demian Korotcenko⁠(en)[traduceți] (președintele Consiliului de Miniștri al RSS Ucrainene), agricultoarea stahanovistă Paraskovia Anghelina⁠(en)[traduceți] (Erou al Muncii Socialiste, una dintre primele femei tractoriste din URSS), agricultorul stahanovist Marko Ozernîi⁠(uk)[traduceți] (Erou al Muncii Socialiste și deputat în Sovietul Suprem al RSS Ucrainene), biochimistul Oleksandr Palladin⁠(en)[traduceți] (președintele Academiei Naționale de Științe a Ucrainei⁠(en)[traduceți]), pictorița Tetiana Iablonska⁠(en)[traduceți] (artistă promotoare a realismului socialist, profesoară la Institutul de Artă din Kiev), pictorul Mîhailo Hmelko⁠(en)[traduceți] (artist promotor al realismului socialist, dublu laureat al Premiului Stalin), agricultoarea Maria Mikitei⁠(uk)[traduceți] (Erou al Muncii Socialiste), K.S. Poltavska și alții.
Imaginile documentare au fost filmate în orașele Kiev, Dnipropetrovsk, Zaporijjea, Kadiivka, Liov, Odesa, Donețk (care purta atunci numele Stalino), Ujhorod și Harkov.

## Producție
Scenariul filmului a fost scris de poetul ucraineano-sovietic Andrii Malîșko⁠(en)[traduceți]. Filmul a fost realizat color în 1950 de studioul de filme documentare „Ukrkinohronika⁠(uk)[traduceți]” din Kiev și a fost regizat de cineastul ucrainean Mihail Sluțki⁠(uk)[traduceți], cu participarea lui Anatoli Slisarenko⁠(uk)[traduceți]. Cu trei ani mai înainte, Sluțki regizase un film documentar intitulat Ucraina sovietică (Советская Украина, 1947), pentru care obținuse Premiul Stalin cl. I în 1948.
Operatorii filmului au fost Konstantîn Bohdan⁠(ru)[traduceți], Isaak Kațman⁠(uk)[traduceți] și Iakiv Marcenko⁠(uk)[traduceți]. Muzica de pe fundalul sonor a fost compusă de Platon Maiboroda⁠(en)[traduceți] și Dmitri Pokrass⁠(en)[traduceți].

## Lansare
Înfloritoarea Ucraină a fost prezentat în aprilie 1951 la Festivalul Internațional de Film de la Cannes, unde a concurat la secțiunea de scurtmetraje sub titlul tradus Ukraine en fleurs. Filmul a fost difuzat în România încă din noiembrie 1951 și a rulat în cinematografele românești inclusiv în mai 1954. El a fost proiectat, de asemenea, de societatea Sovromfilm cu prilejul „Decadei Republicii Sovietice Socialiste Ucrainiene” din perioada 24-29 mai 1952, care a fost organizată în orașele București, Ploiești, Stalin, Timișoara, Bacău, Târgu Mureș, Târnăveni, Reghin și Gheorgheni.

## Premii
Înfloritoarea Ucraină a concurat în competiția oficială de scurtmetraje la ediția a IV-a⁠(en)[traduceți] a Festivalului Internațional de Film de la Cannes (3-20 aprilie 1951) și, alături de alte patru filme (documentarele sovietice Sovetskaia Latvia, Sovetskaia Estonia și Sovetski Azerbaidjan și documentarul american The East-West Way), a câștigat Premiul special al juriului pentru scurtmetraj. El a mai obținut, de asemenea, premiul pentru cel mai bun film documentar color la Festivalul Internațional de Film de la Karlovy Vary din 1951.
În anul 1952 cineastul Mihail Sluțki⁠(uk)[traduceți] a obținut Premiul Stalin clasa a III-a pentru filmul Înfloritoarea Ucraină.